# Tanxnitania Indijanci
Tanxnitania /od powhatanskog tanx, =malen; Hodge/, pleme američkih Indijanaca porodice Siouan, naseljeno 1608. na sjevernoj obali gornjeg toka rijeke Rappahannock u okrugu Fauquier u Virginiji. Pripadali su plemenskom savezu Manahoac. Glavno selo također se zvalo Tanxnitania, protezalo se na sjevernoj obali Rappahannocka na nekih pola milje (800 metara).
Ostali povjresni nazivi varijante su ovog naziva: Tanxsnitania (Smith, 1629; na mapi 1819), Tanxsnitanians (Strachey oko 1612 u Va. 104, 1849), Tauxanias (Smith), Tauxilnanians (Elias Boudinot, 1816), Tauxitanians (Jefferson, 1801), Tauxsintania i Tauxuntania (Simons u Smith 1629 u Va I, 186, 1819)

## Vanjske poveznice
- Indians of the Virginia Piedmont